# Alessandro Magno (manga)
Alessandro Magno - Il sogno dell'impero mondiale (アレクサンドロス 世界帝国への夢?, Arekusandorosu sekai teikoku e no yume) è un manga di Yoshikazu Yasuhiko basato sulla vita e le imprese di Alessandro Magno, pubblicato in patria dall'editore NHK Publishing, in Italia è stato introdotto da Yamato Edizioni nel 2006 per la collana Grandi personaggi storici a fumetti, di cui fa parte il manga biografico su Nerone dello stesso autore.

## Trama
Gli ex luogotenenti di Alessandro sono impegnati a farsi guerra tra loro, Antigono cade nella battaglia di Ipso e a Lisimaco, uno dei sopravvissuti non resta che recarsi ormai vecchio a Mieza e ricordare nostalgicamente degli anni trascorsi assieme, compagni di Alessandro e ancora dei semplici giovani macedoni ambiziosi.
L'assassinio del re Filippo II porta Alessandro sul trono e, raggiunto il potere, prende forma nella mente di Alessandro il desiderio di compiere l'opera paterna e vincere l'impero persiano di Dario III. La campagna si rivela lunga e dalle alterne fortune, ma l'abilità di Alessandro, il suo carisma e l'attaccamento che gli uomini nutrono per lui rendono molte delle battaglie vittoriose. Presto il giovane condottiero diventa padrone di un grande territorio, acquista nuovi titoli e nuovi costumi: acclamato essere divino in Egitto e sostituitosi ormai al deceduto Dario III, Alessandro rimane conquistato dalla cultura orientale. Non tutti i macedoni vedono di buon occhio l'unione tra Oriente e Occidente che sta attuando Alessandro e presto il giovane re ed imperatore si vede costretto a reprimere sedizioni, soffocare congiure e punire i soggetti più pericolosi.
Allo stesso tempo sembra che nulla riesca ad arginare l'avanzata del giovane e il suo desiderio di raggiungere il fiume Oceano, ciò spinge i macedoni sino all'India e a terre fino ad allora sconosciute all'Occidente mediterraneo, ma emissari dei paesi locali informano sempre Alessandro di re e culture più lontane e sempre oltre dove questi abbia esteso il suo dominio.
Ormai abbandonato dai propri uomini, stanchi di questa avanzata infinita verso Est, Alessandro decide di tornare ad amministrare il proprio impero.
Durante il viaggio di ritorno molti degli uomini trovano la morte, assaliti in regioni ancora non pacificate o stremati per la lunga traversata nel deserto o per malattie.
Quando lo stesso Alessandro trova la morte, i diadochi si fanno presto guerra, l'erede del conquistatore viene assassinato e l'impero si dissolve.
Finito di ricordare, Lisimaco va incontro alla morte nella battaglia di Corupedio, contro Seleuco.